# Portugiesische Rugby-Union-Nationalmannschaft
Die portugiesische Rugby-Union-Nationalmannschaft (portugiesisch Seleção Portuguesa de Rugby Union) ist die Nationalmannschaft Portugals in der Sportart Rugby Union und repräsentiert das Land bei allen Länderspielen (Test Matches) der Männer. Die Mannschaft trägt den Spitznamen Os Lobos („die Wölfe“), nach dem Iberischen Wolf. Die organisatorische Verantwortung trägt der 1926 gegründete Verband Federação Portuguesa de Rugby (FPR). Vom Weltverband World Rugby wird die portugiesische Nationalmannschaft in die zweite Stärkeklasse (second tier) eingeteilt. Damit gehört sie zu den stärkeren europäischen Teams außerhalb der Six Nations.
Das erste Test Match fand 1935 gegen Spanien statt. Portugal nahm bisher an zwei Weltmeisterschaften teil und erreichte bei der WM 2023 mit den vierten Gruppenplatz sein bestes Ergebnis. Die Mannschaft errang bisher einen Titel bei Europameisterschaften und klassierte sich zweimal auf dem zweiten sowie viermal auf dem dritten Platz. Traditionell spielt Portugal in roten Trikots mit weißen Hosen und roten Socken.

## Organisation
Verantwortlich für die Organisation von Rugby Union in Portugal ist die Federação Portuguesa de Rugby (FPR). Der Verband wurde 1926 gegründet und trat 1988 dem International Rugby Football Board (IRFB; heute World Rugby) bei. Die Federação Portuguesa de Rugby war außerdem im Jahr 1934 Gründungsmitglied des Kontinentalverbandes Fédération internationale de rugby amateur (FIRA, heute Rugby Europe).
Die höchste Rugby-Union-Liga in Portugal ist die halbprofessionelle Campeonato Português de Rugby mit zwölf Mannschaften. Allerdings ziehen es zahlreiche Spieler wegen der besseren finanziellen Möglichkeiten vor, für Vereine in Frankreich oder anderen westeuropäischen Ländern zu spielen. In Portugal tätige Nationalspieler gehören meist der professionellen Mannschaft Lusitanos XV an, die seit 2021 am Rugby Europe Super Cup teilnimmt. Neben der eigentlichen Nationalmannschaft ruft die FPR weitere Auswahlmannschaften zusammen. Wie andere Rugbynationen verfügt Portugal über eine U-20-Nationalmannschaft, die an den entsprechenden Europa- und Weltmeisterschaften teilnimmt. Hinzu kommt die Siebener-Rugby-Nationalmannschaft.

## Geschichte

### Einführung und langsame Verbreitung von Rugby
Britische Händler brachten Rugby zu Beginn des 20. Jahrhunderts nach Portugal und riefen dort verschiedene Mannschaften ins Leben. Das erste dokumentierte Rugbyspiel fand am 11. Dezember 1903 in Cruz Quebrada statt, einem Vorort der Hauptstadt Lissabon. Es trafen zwei Mannschaften aufeinander, deren Spieler ausschließlich Briten waren, die sich aus beruflichen Gründen in der Hauptstadt aufhielten. Die Sportart konnte sich zunächst aber nicht durchsetzen. Gründe dafür waren die wirtschaftlichen und sozialen Probleme nach der Gründung der Ersten Portugiesischen Republik, der Erste Weltkrieg und insbesondere die Dominanz des Fußballs. Erst ab 1922 konnten regelmäßig Partien mit Beteiligung einheimischer Spieler durchgeführt werden. Neben Briten hatten nun insbesondere Franzosen eine führende Rolle bei der Verbreitung des Rugbysports inne. Bis heute wird die portugiesische Rugbykultur stark vom französischen Einfluss geprägt, beispielsweise bei Fachausdrücken wie ensaio für Versuch (abgleitet von essai).
Der elitäre Charakter des Rugbysports hemmte die Popularisierung, sodass es häufig Schwierigkeiten gab, genügend Spieler, Fans oder sogar Schiedsrichter zu finden. Hinzu kam die Tatsache, dass Rugby in Portugal seit jeher ein typischer Hochschulsport ist und die führenden Vereine auf die Universitätsstädte Lissabon, Porto und Coimbra konzentriert sind. Außerdem war der Zugang zu den wenigen Universitäten lange Zeit eingeschränkt, weshalb Rugby in der breiten Öffentlichkeit auf wenig Interesse stieß. Während der Ära des autoritär-diktatorischen Estado Novo wurde Rugby selbst von der Elite nicht einhellig akzeptiert, im Gegensatz etwa zum faschistischen Italien. Beispielsweise hielt der Autor Henrique Galvão Rugby für „unvereinbar mit der portugiesischen Rasse“, denn sie könne „nicht die notwendige Gelassenheit und Loyalität bewahren, die notwendig ist, um ein Rugbyspiel nicht in eine Reihe von Boxkämpfen verfallen zu lassen“.
Trotz aller Widrigkeiten wurde 1926 der Rugbyverband Federação Portuguesa de Rugby (FPR) gegründet, der ein Jahr darauf erstmals eine Meisterschaft organisierte. 1934 gehörte die FPR zu den Gründungsmitgliedern der Fédération internationale de rugby amateur (FIRA, heute Rugby Europe), die als Konkurrentin zum angelsächsisch dominierten International Rugby Football Board (IRFB; heute World Rugby) auftrat. Dennoch blieben internationale Begegnungen eine Seltenheit. Am 13. April 1935 begann die bis heute andauernde Rivalität mit Nachbar Spanien mit einer 5:6-Heimniederlage in Lissabon; für Portugal war dies das erste Länderspiel überhaupt. Ein Jahr später folgte das erste Auswärtsspiel in Madrid, das ebenfalls verloren ging. Fehlendes Interesse hatte zur Folge, dass das nächste Länderspiel erst 1954 ausgetragen werden konnte, gefolgt von einer weiteren, über zehnjährigen Pause.

### Regelmäßige internationale Kontakte

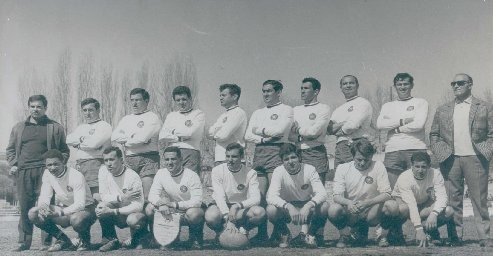
Die portugiesische Nationalmannschaft von 1966

Erst ab Mitte der 1960er Jahre gab es regelmäßig internationale Begegnungen, als Portugal in der zweiten Division des FIRA-Nationenpokals 1965/66 antrat und somit erstmals an einer Europameisterschaft teilnahm. Dabei gelang am 27. März 1966 in Madrid der erste Sieg über Spanien. Vier Wochen später sicherten sich die Portugiesen mit einem Unentschieden gegen Belgien den Aufstieg in die erste Division. Beim FIRA-Nationenpokal 1966/67 verloren die Portugiesen alle drei Partien gegen Italien, Rumänien und die zweite französische Nationalmannschaft, worauf sie wieder abstiegen. Ein Jahr später, in der zweiten Division des FIRA-Nationenpokals 1967/68, gelangen ein Sieg über Belgien und ein Unentschieden gegen Marokko. Auch in den folgenden Jahren verpasste Portugal den angestrebten Wiederaufstieg, wobei sich zu den bisherigen Gegnern auch die Niederlande gesellten. Knapp verpasst wurde der Aufstieg beim FIRA-Nationenpokal 1972/73, als die Portugiesen in der Vorrunde Italien schlugen und gegen Jugoslawien unentschieden spielten, aber im Finale an Polen scheiterten. Nach zwei Niederlagen gegen Italien und Deutschland zum Auftakt des FIRA-Pokal 1973/74 zog sich die portugiesische Nationalmannschaft als Folge der Nelkenrevolution vom 25. April 1974 aus dem Wettbewerb zurück.
Mit Ausnahme eines Freundschaftsspiels gegen die Schweiz im März 1979 ruhte der internationale Spielbetrieb bis Februar 1981. In der dritten Division des FIRA-Pokals 1980/81 blieb Portugal gegen die Schweiz, Belgien, Dänemark und Schweden ungeschlagen. Die nächsten Jahre waren von einer allmählichen Verbesserung in der zweiten Division geprägt. Von Mai 1983 bis Oktober 1985 blieben die Portugiesen in acht von neun Spielen unbesiegt. Im FIRA-Pokal 1983/84 verpassten sie den Aufstieg in die erste Division lediglich wegen eines Unentschiedens gegen Spanien, das am Ende eine bessere Punktedifferenz aufwies. Der Aufstieg gelang ein Jahr später beim FIRA-Pokal 1984/85, als sie die Tschechoslowakei, Polen und Marokko hinter sich ließen. Die Division 1 des FIRA-Pokals 1985–1987 erwies sich dann als zu anspruchsvoll für die Portugiesen, denn sie verloren alle zehn Partien gegen die zweite französischen Nationalmannschaft, die Sowjetunion, Rumänien, Italien und Tunesien. Erwartungsgemäß erhielt die Mannschaft 1987 vom IRFB keine Einladung für die erste Weltmeisterschaft. Allerdings wurde der portugiesische Verband ein Jahr später in den IRFB aufgenommen.
Den FIRA-Pokal 1987–1989 der zweiten Division beendete Portugal auf dem dritten Platz. Daran anschließend beteiligte sich die Mannschaft im Oktober 1989 an der Qualifikation für die WM 1991, wobei sie zuerst die Tschechoslowakei bezwang und daraufhin gegen die Niederlande ausschied. Beim FIRA-Pokal 1989/90 belegte die Mannschaft den ersten Platz in der Gruppe A der zweiten Division, das Finale in Sevilla gegen Spanien (Erstplatzierter der Gruppe B) verlor sie hingegen mit 6:29 und verpasste somit den Aufstieg. Aufgrund einer Modusänderung rutschten die Portugiesen automatisch in die erweiterte erste Division des FIRA-Pokals 1990–1992, verpassten aber deutlich den Einzug in die Finalrunde. Beim FIRA-Pokal 1992–1994 schieden sie in der zweiten Phase aus. Einzelne Spiele zählten auch als zweite Runde der Qualifikation für die WM 1995. Hinter den erstplatzierten Spaniern zogen die Portugiesen in die dritte Runde ein, in der sie sowohl Wales als auch Spanien unterlagen. Die nächste Europameisterschaft erstreckte sich über einen Zeitraum von zweieinhalb Jahren. Zunächst qualifizierten sich die Portugiesen 1994/95 als Zweitplatzierte der Vorrundengruppe B für die zweite Phase, die 1995/96 ausgetragen wurde. In dieser belegten sie mit einer ausgeglichenen Bilanz von je zwei Siegen und Niederlagen den dritten Platz.

### Der Weg zum Europameistertitel
Die Jahre 1997 bis 1999 waren eine Ära des Umbruchs im europäischen Rugby, da sich die FIRA einerseits dem IRFB als Kontinentalverband unterordnete und sich gleichzeitig von den außereuropäischen Mitgliedern trennte. Außerdem nahmen mit Frankreich und Italien die beiden stärksten Teams nicht mehr an Europameisterschaften teil. Aus diesen Gründen fanden stattdessen Ersatzturniere statt, die nicht den Status von Kontinentalmeisterschaften hatten. In der ersten Runde des FIRA-Turniers 1996/97 setzte sich Portugal zunächst gegen die Niederlande und Tunesien durch, in der zweiten Runde auch gegen Georgien. Das Finale um den Turniersieg gegen Spanien endete mit einer 18:25-Niederlage. Die Finalteilnahme bedeutete jedoch, dass Portugal die erste Runde der Qualifikation für die WM 1999 überspringen konnte. In der zweiten Qualifikationsrunde belegte Portugal erneut den zweiten Platz hinter Spanien und stieß dadurch in die dritte Runde vor, deren Spiele alle im November 1998 im Murrayfield Stadium in Edinburgh stattfanden. Dort verlor man mit 11:85 gegen Schottland und mit 17:21 gegen Spanien. Sowohl Schottland als auch Spanien qualifizierten sich für die WM-Endrunde, während die Portugiesen im abschließenden Playoff gegen Uruguay um einen der beiden letzten Startplätze antreten mussten. Das Hinspiel am 13. März 1999 in Montevideo ging mit 6:49 verloren, das Rückspiel am 3. April in Lissabon mit 24:33; somit lautete das Gesamtergebnis 79:33 zugunsten Uruguays. Nach Abschluss der Umstrukturierung des europäischen Rugbysports spielten die Portugiesen in der ersten Division des European Nations Cup 1999/2000, wobei sie den letzten Platz belegten. Sie entgingen dem Abstieg nur deshalb, weil das besser platzierte Marokko zur Afrikameisterschaft wechseln musste.
Im September 2001 übernahm Tomaz Morais das Amt des Nationaltrainers. Während seiner neunjährigen Tätigkeit gelang es ihm, die spielerische Qualität der Nationalmannschaft markant anzuheben und das portugiesische Rugby in eine „goldene Ära“ zu führen. Einerseits setzte er auf besonders talentierte Schlüsselspieler wie die Brüder Gonçalo und Vasco Uva oder António Aguilar. Andererseits kamen diese oftmals auch in der ebenfalls von ihm betreuten Siebener-Rugby-Nationalmannschaft zum Einsatz, die einige beachtliche Erfolge feierte. Da eine relativ kleine Gruppe sehr oft miteinander spielte, entwickelte sich über die Jahre ein taktisch sehr gut eingespieltes Team. Beim European Nations Cup 2001/02 belegte Portugal den vierten Platz, was jedoch ausreichend war, um in die dritte Runde der Qualifikation für die Weltmeisterschaft 2003 einzuziehen. Diese fand im Frühjahr 2002 statt und verlief äußerst ausgeglichen, da am Ende alle drei Teilnehmer je einen Sieg und eine Niederlage aufwiesen: Während Spanien mit einer Gesamtpunktzahl von 49:48 in die vierte Runde einzog, schieden Portugal (60:60) und Polen (53:54) sehr knapp aus.
Beim European Nations Cup 2002–2004 spielten die Portugiesen überragend und gewannen neun von zehn ausgetragenen Spielen, die einzige Niederlage resultierte im Februar 2004 auswärts gegen Rumänien. Die Entscheidung fiel einen Monat später, als sie in Coimbra in ihrem letzten Spiel mit einem knappen 19:18-Heimsieg über Russland den ersten Tabellenplatz verteidigten. Somit errangen sie vor den Rumänen, die im Vorfeld als haushohe Favoriten gehandelt worden waren, überraschend den Europameistertitel. Dieser Erfolg war sehr bemerkenswert, zumal Portugal damals noch in der dritten Stärkeklasse war und nur bescheidene finanzielle Möglichkeiten hatte. Die Nationalmannschaft wurde im Oktober 2004 vom IRB in der Kategorie „Mannschaft des Jahres“ nominiert, während Morais zusätzlich eine Nomination als „Trainer des Jahres“ erhielt.

### Erste Weltmeisterschaftsteilnahme

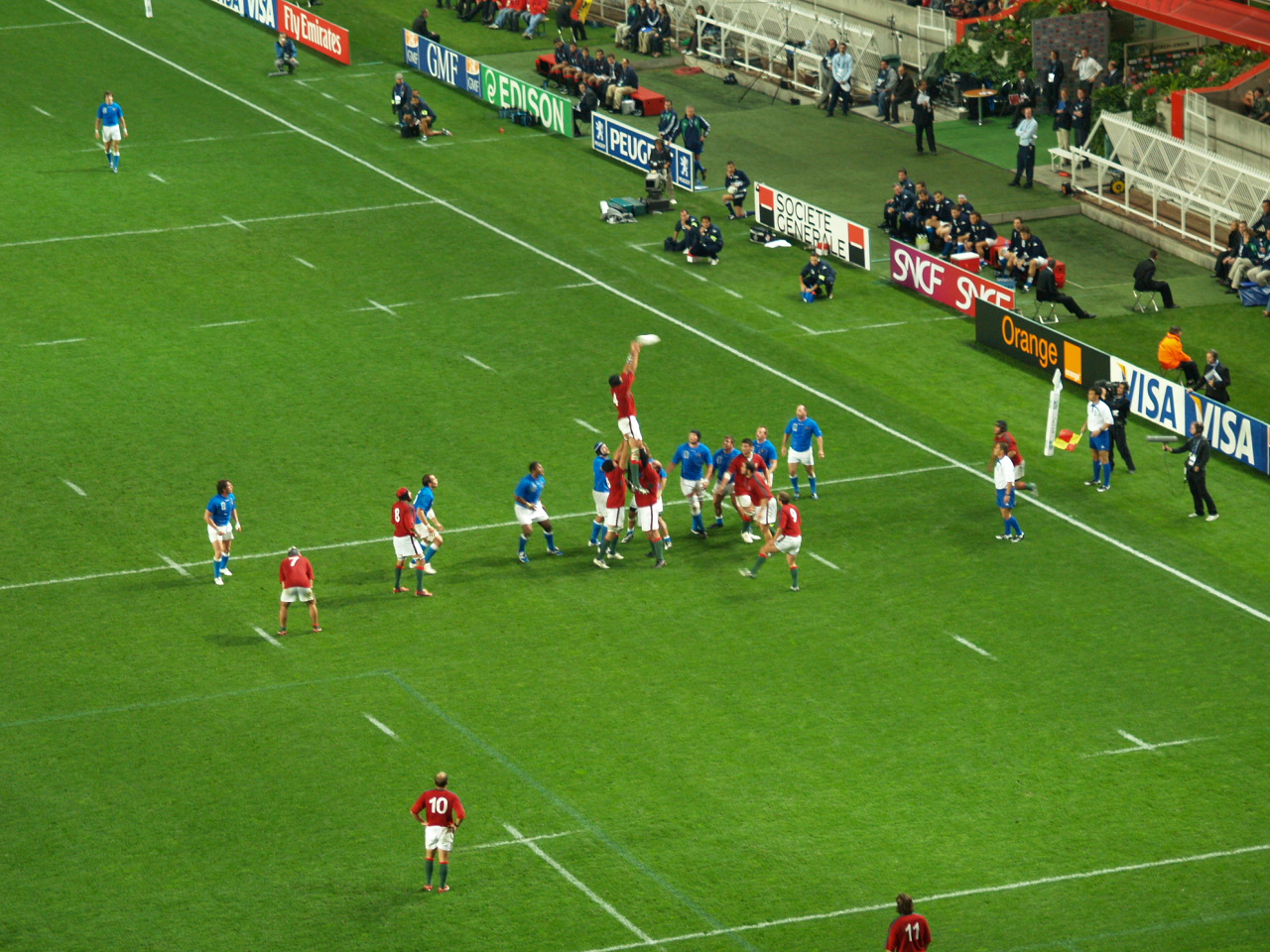
Portugal gegen Italien bei der Weltmeisterschaft 2007

2006 rief der IRB ein Förderprogramm ins Leben, um verschiedene Nationalmannschaften so zu unterstützen, dass sie das Niveau der zweiten Stärkeklasse erreichten. Beispielsweise erhielt der portugiesische Verband für eine Dauer von vier Jahren finanzielle Zuwendungen in der Höhe von 1,1 Millionen Euro zugesprochen. Teil dieses Förderprogramms ist der Nations Cup, dessen erste Ausgabe im selben Jahr stattfand. An diesem Turnier in Lissabon nahmen neben dem Gastgeber auch Russland sowie die zweiten Mannschaften Argentiniens und Italiens teil. Mit nur einem Unentschieden gegen die zweite italienische Nationalmannschaft belegte Portugal den letzten Platz.
Der European Nations Cup 2004–2006 war zugleich der Auftakt zur Qualifikation für die Weltmeisterschaft 2007. Mit sechs Siegen, einem Unentschieden und zwei Niederlagen beendeten die Portugiesen den Wettbewerb hinter Rumänien und Georgien auf dem dritten Tabellenplatz. Dies war ausreichend, um in die nächste Runde einzuziehen, die im Oktober 2006 zwischen Italien, Russland und Portugal ausgespielt wurde. Sowohl die Portugiesen als auch die Russen erlitten deutliche Niederlagen gegen die Italiener, die direkt die Endrunde erreichten. Im letzten Spiel in Lissabon setzte sich Portugal mit 26:23 gegen Russland durch und erreichte die letzte europäische Qualifikationsrunde. Diese bestand aus einem Hin- und Rückspiel gegen Georgien, den Zweitplatzierten der anderen Qualifikationsgruppe. Portugal verlor auswärts mit 3:17 und erreichte zuhause ein 17:17-Unentschieden, sodass Georgien als WM-Teilnehmer feststand. Als Teilnehmer eines zweiteiligen interkontinentalen Play-offs bestand für die Portugiesen jedoch die Chance, sich einen der beiden letzten verfügbaren WM-Startplätze zu sichern. Im Januar 2007 spielten sie zweimal gegen Marokko und setzten sich zuhause mit 10:5 sowie auswärts mit 16:15 durch. Die Entscheidung fiel schließlich im März 2007 in der zweiten Play-off-Runde gegen Uruguay. Während die Portugiesen das Hinspiel in Lissabon mit 12:5 gewannen, verloren sie das Rückspiel in Montevideo mit 12:18. Mit einem Gesamtergebnis von 24:23 qualifizierten sie sich denkbar knapp für die Endrunde, gleichbedeutend mit Portugals erster Teilnahme an einer Weltmeisterschaft.
Allein schon die Tatsache, dass eine fast ausschließlich aus Amateuren zusammengesetzte Mannschaft die Endrunde in Frankreich erreicht hatte, galt im In- und Ausland als Sensation. Entsprechend waren die Erwartungen an die Portugiesen nicht besonders groß. Immerhin gelang es ihnen, phasenweise gut mitzuhalten. Auf die 10:56-Niederlage zum Auftakt gegen Schottland folgte die Begegnung mit Neuseeland. Auch wenn die 13:108-Niederlage gegen die drückend überlegenen All Blacks die höchste in der Verbandsgeschichte war, erzielten die Portugiesen immerhin einen Versuch. Bei der 5:31-Niederlage gegen Italien verwehrten sie dem Gegner den Gewinn eines Bonus-Tabellenpunktes. Im abschließenden Spiel gegen Rumänien lagen die Portugiesen zweimal in Führung, konnten diese aber nicht über die Zeit retten und unterlagen knapp mit 10:14, sicherten sich aber aufgrund der Defensivleistung einen Bonus-Tabellenpunkt. Allgemein wurde die portugiesische Mannschaft für ihre Hingabe und Leidenschaft gelobt.

### Lang anhaltende Durststrecke

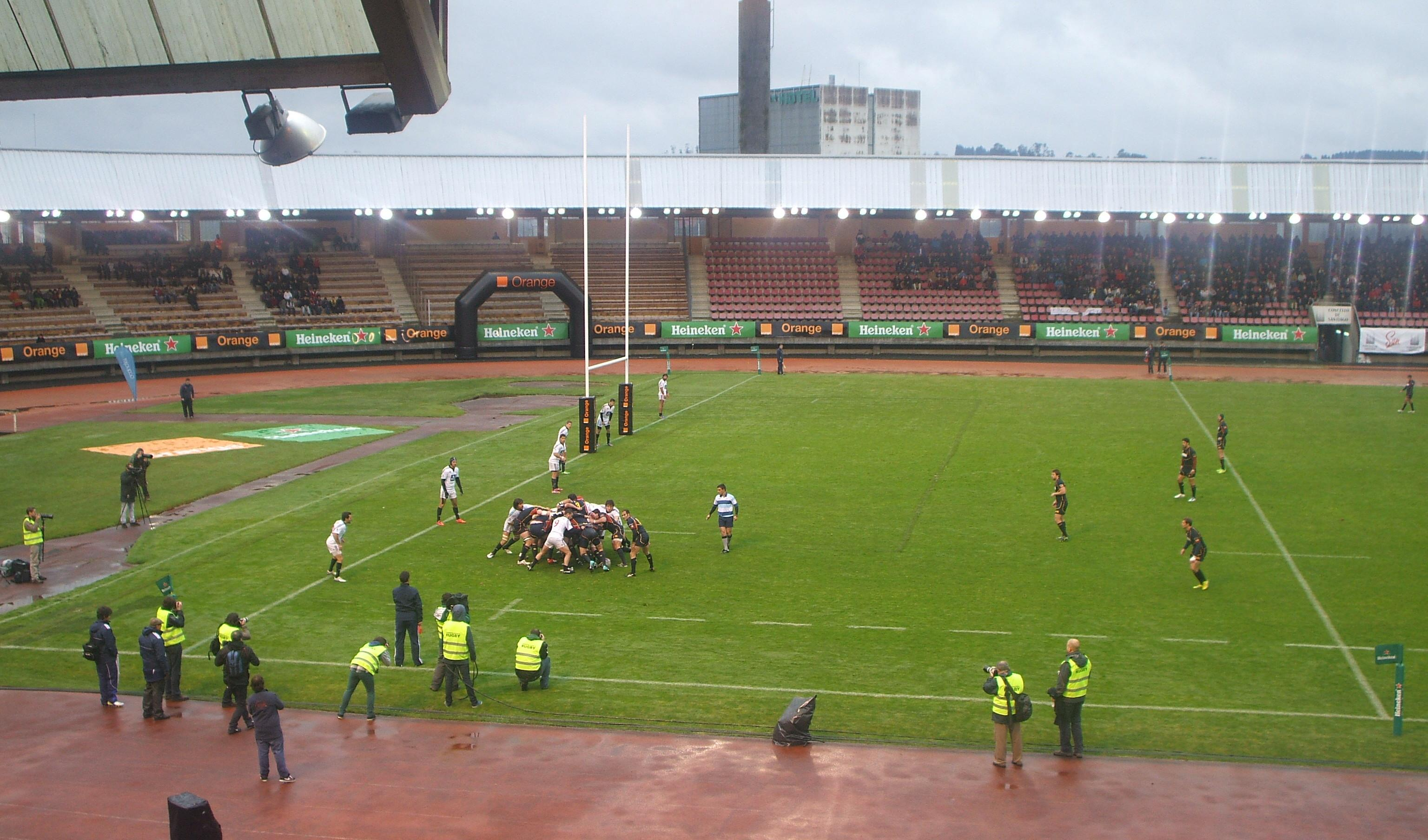
Spanien gegen Portugal am 16. März 2013 in Santiago de Compostela

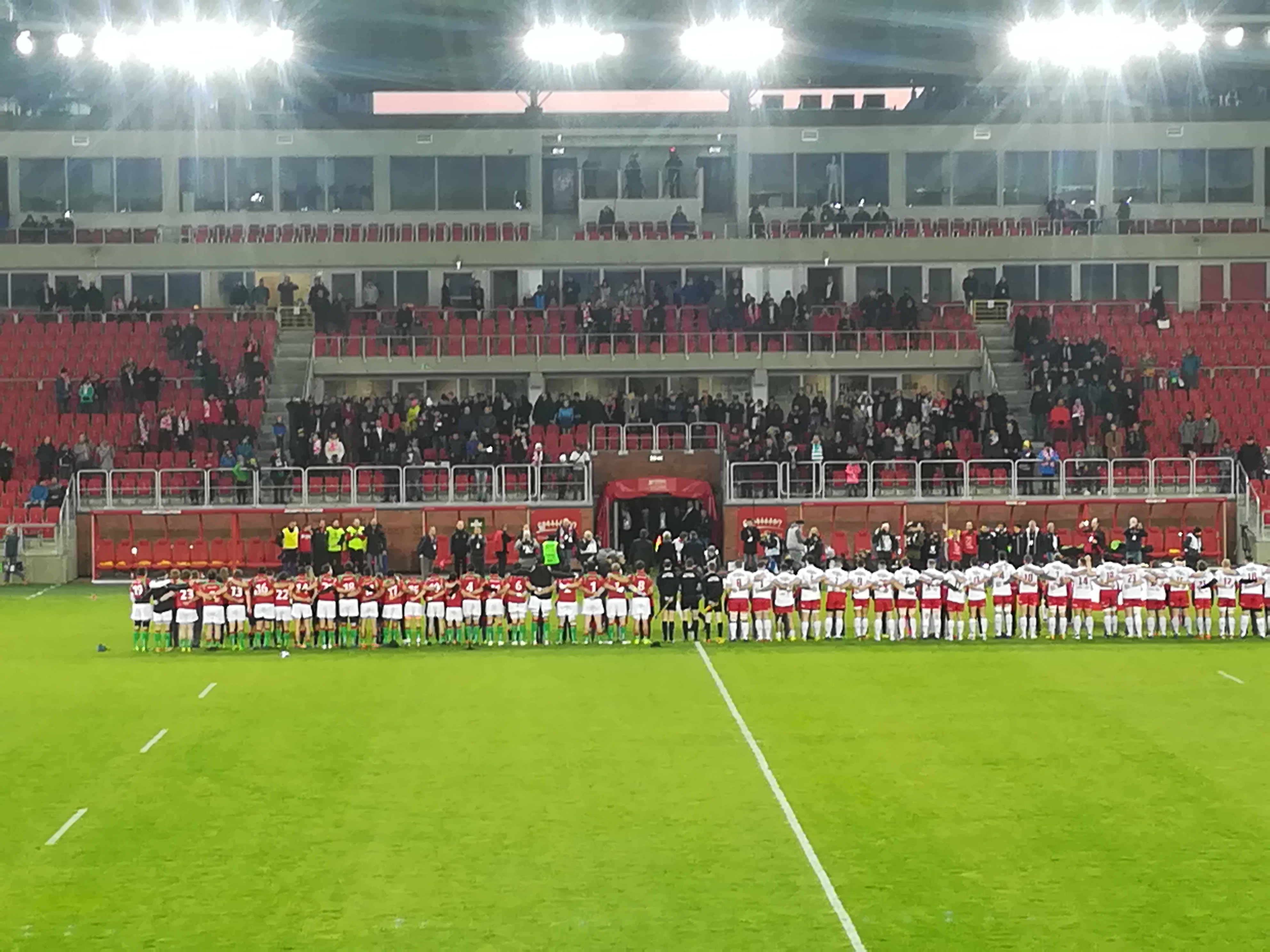
Polen gegen Portugal am 24. März 2018 in Łódź

Nach der Weltmeisterschaft hatte Portugal einige Herausforderungen zu meistern, darunter den Rücktritt mehrerer Schlüsselspieler; in der Rückrunde des darauf folgenden European Nations Cup 2006–2008 gelang den Portugiesen nur ein Sieg gegen Tschechien. Sie erreichten lediglich den fünften Platz, gleichbedeutend mit dem schlechtesten Ergebnis seit 2002. Im November 2008 nahm Portugal erstmals an den End-of-year Internationals teil, bei denen sie ein Heimspiel gegen Kanada mit 13:21 verloren. Der European Nations Cup 2008–2010 bildete einen Teil der Qualifikation für die Rugby-Union-Weltmeisterschaft 2011. Nach einer Niederlage gegen Russland und einem Unentschieden gegen Georgien handelten sich die Portugiesen bereits vor dem dritten Spiel einen Rückstand ein, den sie im weiteren Verlauf des Wettbewerbs nicht mehr aufholen konnten. Dazu trugen auch drei weitere Niederlagen gegen Russland, Georgien und Rumänien bei, sodass sie letztlich nur den vierten Schlussrang belegten. Auf den dritten Platz, der für die Teilnahme an der nächsten Qualifikationsrunde erforderlich gewesen wäre, fehlten zwei Tabellenpunkte. Angesichts dieses Misserfolgs trat Morais im März 2010 als Nationaltrainer zurück, war aber anschließend weitere fünf Jahre als technischer Direktor der Nationalmannschaft tätig.
Seine häufig wechselnden Nachfolger konnten nicht verhindern, dass die Leistungen der Nationalmannschaft weiterhin stagnierten, auch wenn sie sich nun in der zweiten Stärkeklasse etabliert hatte. Sowohl beim European Nations Cup 2010–2012 als auch beim European Nations Cup 2012–2014 belegten die Portugiesen jeweils den fünften Platz in der höchsten Division, wodurch sie das angestrebte Ziel einer weiteren Weltmeisterschaftsteilnahme deutlich verpassten (für den Einzug in die nächste Qualifikationsrunde wäre 2014 mindestens der dritte Platz erforderlich gewesen). Sowohl 2011 als auch 2012 nahmen sie am Nations Cup teil; beide Male enttäuschten sie mit dem letzten Platz unter jeweils sechs Teilnehmern. Noch schlechter verlief für sie der European Nations Cup 2014–2016, als sie den sechsten Platz belegten und absteigen mussten; neun Niederlagen stand ein einziger Heimsieg über Deutschland gegenüber.
In der zweitklassigen Rugby Europe Trophy 2016/17 dominierten die Portugiesen ihre Gegner nach Belieben. Als ungeschlagene Tabellenerste spielten sie anschließend gegen Belgien, den Letztplatzierten der Rugby Europe Championship, um den Wiederaufstieg, unterlagen aber beim Relegationsspiel in Brüssel mit 18:29. Somit bestand auch keine Möglichkeit mehr, sich für die Weltmeisterschaft 2019 zu qualifizieren. Die Rugby Europe Trophy 2017/18 war weitgehend eine Wiederholung dieser Ereignisse. Als ungeschlagene Tabellenerste trafen die Portugiesen im Relegationsspiel auf Rumänien und verloren in Bukarest mit 6:36. Schließlich klappte es beim dritten Anlauf: Bei der Rugby Europe Trophy 2018/19 erneut unbesiegt geblieben, trafen die Portugiesen im Spiel um den Aufstieg auf Deutschland und setzten sich in Frankfurt am Main mit 37:32 durch.

### Zweite Weltmeisterschaftsteilnahme
Unter dem neuen Trainer Patrice Lagisquet, einem früheren französischen Nationalspieler, konnten sich die Portugiesen in der höchsten Division der Europameisterschaft behaupten und klassierten sich bei den drei ersten Turnieren jeweils im Mittelfeld. Die Ergebnisse der Rugby Europe Championship 2020/21 und 2021/22 zählten zusammengerechnet als Qualifikation für die Weltmeisterschaft 2023. Zunächst schien es so, als ob sich Spanien als Zweitplatzierter direkt für die Endrunde qualifiziert hätte und Portugal als Viertplatzierter ausgeschieden wäre. Aufgrund des Einsatzes nicht teilnahmeberechtigter Spieler in zwei Spielen bestrafte der Weltverband jedoch die spanische Nationalmannschaft jeweils mit dem Abzug von fünf Tabellenpunkten, die dadurch auf den vierten Platz abrutschte. Spaniens Startplatz ging an Rumänien, während Portugal anstelle Rumäniens als neuer Drittplatzierter die nächste Qualifikationsrunde bestreiten durfte. Diese fand im November 2022 im Rahmen eines Vierländerturniers in Dubai statt. Dort gewannen die Portugiesen zunächst gegen Hongkong und Kenia, ehe sie zum Abschluss gegen die USA 16:16 unentschieden spielten. Sowohl Portugal als auch die USA wiesen die gleiche Anzahl Tabellenpunkte auf, doch Portugal gewann das Turnier dank der besseren Spielpunktedifferenz und qualifizierte sich somit für die Endrunde in Frankreich. Dort resultierten gegen Wales (8:28) und Australien (14:34) Niederlagen, während gegen Georgien ein unentschieden (18:18) gelang und gegen Fidschi der erste Sieg (24:23) bei diesem Turnier erzielt werden konnte. Nach dem bisher besten WM-Ergebnis Portugals trat Lagisquet vom Trainerposten zurück.
Sowohl in der Rugby Europe Championship 2022/23 als auch in der 2023/24 erreichten die Portugiesen jeweils den zweiten Platz hinter den Georgiern. Im Frühjahr 2024 übernahm der frühere All Black Simon Mannix den Trainerposten. Bei den Mid-year Internationals 2024 traf Portugal erstmals Auswärts auf Südafrika, unterlag jedoch mit 21:64. Ein Jahr später erreichten die Portugiesen den vierten Platz. Infolgedessen qualifizierten sie sich für die Weltmeisterschaft 2027 in Australien.

## Trikot, Logo und Spitzname
Portugal spielt traditionell in roten Trikots mit weißen Hosen und roten Socken. Das Auswärtstrikot ist grün mit weißen Hosen und grünen Socken.
Aktueller Trikotausrüster der Nationalmannschaft ist der italienische Sportartikelhersteller Macron, Trikotsponsor ist die portugiesische Lotteriestiftung Jogos Santa Casa. Auf den Trikots erscheint das Verbandslogo auf der rechten Seite, das Ausrüsterlogo links und das Sponsorenlogo in der Mitte.
Das Logo des Verbandes Federação Portuguesa de Rugby zeigt das Wappen Portugals auf einem stilisierten Rugbyball in rot, mit dem Schriftzug Portugal Rugby darunter. Der Spitzname der Nationalmannschaft lautet Os Lobos („die Wölfe“), abgeleitet vom Iberischen Wolf.

## Trikotausrüster und -sponsoren
Seit 2005 traten die folgenden Trikotausrüster und -sponsoren in Erscheinung:
| Zeitraum  | Ausrüster  | Sponsor                  |
| --------- | ---------- | ------------------------ |
| 2005–2008 | Quebramar  | Caixa Geral de Depósitos |
| 2008–2014 | Adidas     | Caixa Geral de Depósitos |
| 2014–2016 | Canterbury |                          |
| 2016–2019 | Macron     |                          |
| 2019–2020 | Macron     | CV&A Consulting          |
| seit 2020 | Macron     | Banco Santander          |

## Heimstadion

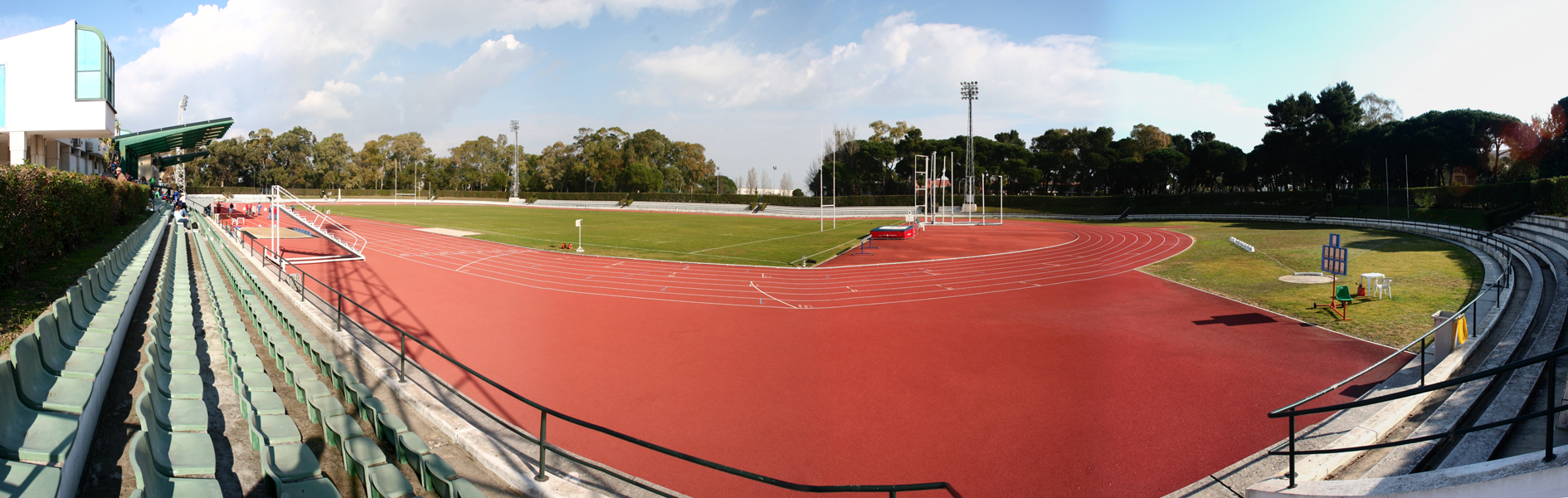
Estádio Universitário de Lisboa

Portugals Heimstadion ist das Estádio Universitário de Lisboa. Es steht auf dem Gelände der Universität Lissabon, wurde 1956 eröffnet und bietet 8000 Zuschauern Platz. Dort fanden bisher etwas mehr als drei Viertel aller Heimspiele statt. Zweithäufigster Spielort ist Coimbra.

## Test Matches

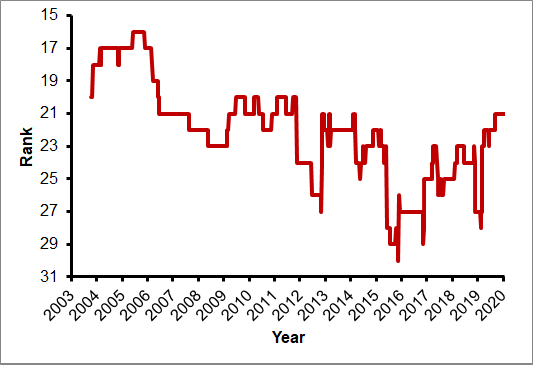
Portugals Position in der World-Rugby-Weltrangliste seit dem 10. Oktober 2003

Portugal hat 140 seiner bisher 320 Test Matches gewonnen, was einer Gewinnquote von 43,75 % entspricht. Die Statistik der Test Matches von Portugal gegen alle Nationen, alphabetisch geordnet, ist wie folgt (Stand: 13. August 2025):
| Land               | Spiele | Gewonnen | Unent- schieden | Verloren | % Siege |
| ------------------ | ------ | -------- | --------------- | -------- | ------- |
| Andorra            | 3      | 3        | 0               | 0        | 100,00  |
| Australien         | 1      | 0        | 0               | 1        | 0,00    |
| Belgien            | 18     | 12       | 2               | 4        | 66,67   |
| Brasilien          | 6      | 4        | 0               | 2        | 66,67   |
| Chile              | 4      | 4        | 0               | 0        | 100,00  |
| Dänemark           | 2      | 2        | 0               | 0        | 100,00  |
| Deutschland        | 13     | 8        | 0               | 5        | 61,54   |
| Fidschi            | 3      | 1        | 0               | 2        | 33,33   |
| Georgien           | 27     | 4        | 4               | 19       | 14,81   |
| Hongkong           | 2      | 1        | 0               | 1        | 50,00   |
| Irland             | 1      | 0        | 0               | 1        | 0,00    |
| Italien            | 12     | 1        | 1               | 10       | 8,33    |
| Japan              | 1      | 0        | 0               | 1        | 0,00    |
| Jugoslawien        | 4      | 2        | 1               | 1        | 50,00   |
| Kanada             | 5      | 1        | 0               | 4        | 20,00   |
| Kenia              | 2      | 1        | 0               | 1        | 50,00   |
| Litauen            | 1      | 1        | 0               | 0        | 100,00  |
| Marokko            | 14     | 7        | 2               | 5        | 50,00   |
| Moldau             | 2      | 2        | 0               | 0        | 100,00  |
| Namibia            | 9      | 3        | 0               | 6        | 33,33   |
| Niederlande        | 17     | 13       | 1               | 3        | 76,47   |
| Neuseeland         | 1      | 0        | 0               | 1        | 0,00    |
| Polen              | 12     | 9        | 0               | 3        | 75,00   |
| Rumänien           | 31     | 7        | 0               | 24       | 22,58   |
| Russland           | 21     | 7        | 1               | 13       | 33,33   |
| Schottland         | 2      | 0        | 0               | 2        | 0,00    |
| Schweiz            | 6      | 6        | 0               | 0        | 100,00  |
| Schweden           | 2      | 2        | 0               | 0        | 100,00  |
| Simbabwe           | 4      | 2        | 0               | 2        | 50,00   |
| Sowjetunion        | 2      | 0        | 0               | 2        | 0,00    |
| Spanien            | 45     | 14       | 2               | 29       | 31,11   |
| Südafrika          | 1      | 0        | 0               | 1        | 0,00    |
| Tschechien         | 10     | 10       | 0               | 0        | 100,00  |
| Tschechoslowakei   | 3      | 2        | 0               | 1        | 66,67   |
| Tonga              | 1      | 0        | 0               | 1        | 0,00    |
| Tunesien           | 10     | 3        | 0               | 7        | 30,00   |
| Ukraine            | 5      | 4        | 0               | 1        | 80,00   |
| Uruguay            | 10     | 3        | 0               | 7        | 30,00   |
| Vereinigte Staaten | 5      | 1        | 1               | 3        | 20,00   |
| Wales              | 2      | 0        | 0               | 2        | 0,00    |
| Gesamt             | 320    | 140      | 15              | 165      | 43,75   |

## Erfolge

### Weltmeisterschaften
Portugal hat bisher an zwei Weltmeisterschaften teilgenommen und erreichte 2023 mit je einem Sieg und unentschieden sein bestes Ergebnis.
| Jahr | Resultat                                                        | Spiele                                                          | Siege                                                           | Unent.                                                          | Ndlg.                                                           | +/-                                                             | Punkte                                                          |
| ---- | --------------------------------------------------------------- | --------------------------------------------------------------- | --------------------------------------------------------------- | --------------------------------------------------------------- | --------------------------------------------------------------- | --------------------------------------------------------------- | --------------------------------------------------------------- |
| 1987 | Nicht eingeladen                                                | Nicht eingeladen                                                | Nicht eingeladen                                                | Nicht eingeladen                                                | Nicht eingeladen                                                | Nicht eingeladen                                                | Nicht eingeladen                                                |
| 1991 | Nicht qualifiziert (1. Qualifikationsrunde)                     | Nicht qualifiziert (1. Qualifikationsrunde)                     | Nicht qualifiziert (1. Qualifikationsrunde)                     | Nicht qualifiziert (1. Qualifikationsrunde)                     | Nicht qualifiziert (1. Qualifikationsrunde)                     | Nicht qualifiziert (1. Qualifikationsrunde)                     | Nicht qualifiziert (1. Qualifikationsrunde)                     |
| 1995 | Nicht qualifiziert (3. Qualifikationsrunde)                     | Nicht qualifiziert (3. Qualifikationsrunde)                     | Nicht qualifiziert (3. Qualifikationsrunde)                     | Nicht qualifiziert (3. Qualifikationsrunde)                     | Nicht qualifiziert (3. Qualifikationsrunde)                     | Nicht qualifiziert (3. Qualifikationsrunde)                     | Nicht qualifiziert (3. Qualifikationsrunde)                     |
| 1999 | Nicht qualifiziert (Relegationsrunde)                           | Nicht qualifiziert (Relegationsrunde)                           | Nicht qualifiziert (Relegationsrunde)                           | Nicht qualifiziert (Relegationsrunde)                           | Nicht qualifiziert (Relegationsrunde)                           | Nicht qualifiziert (Relegationsrunde)                           | Nicht qualifiziert (Relegationsrunde)                           |
| 2003 | Nicht qualifiziert (3. Qualifikationsrunde)                     | Nicht qualifiziert (3. Qualifikationsrunde)                     | Nicht qualifiziert (3. Qualifikationsrunde)                     | Nicht qualifiziert (3. Qualifikationsrunde)                     | Nicht qualifiziert (3. Qualifikationsrunde)                     | Nicht qualifiziert (3. Qualifikationsrunde)                     | Nicht qualifiziert (3. Qualifikationsrunde)                     |
| 2007 | Vorrunde                                                        | 4                                                               | 0                                                               | 0                                                               | 4                                                               | 38:209                                                          | 1                                                               |
| 2011 | Nicht qualifiziert (5. Qualifikationsrunde)                     | Nicht qualifiziert (5. Qualifikationsrunde)                     | Nicht qualifiziert (5. Qualifikationsrunde)                     | Nicht qualifiziert (5. Qualifikationsrunde)                     | Nicht qualifiziert (5. Qualifikationsrunde)                     | Nicht qualifiziert (5. Qualifikationsrunde)                     | Nicht qualifiziert (5. Qualifikationsrunde)                     |
| 2015 | Nicht qualifiziert (5. Qualifikationsrunde)                     | Nicht qualifiziert (5. Qualifikationsrunde)                     | Nicht qualifiziert (5. Qualifikationsrunde)                     | Nicht qualifiziert (5. Qualifikationsrunde)                     | Nicht qualifiziert (5. Qualifikationsrunde)                     | Nicht qualifiziert (5. Qualifikationsrunde)                     | Nicht qualifiziert (5. Qualifikationsrunde)                     |
| 2019 | Nicht qualifiziert (6. Qualifikationsrunde)                     | Nicht qualifiziert (6. Qualifikationsrunde)                     | Nicht qualifiziert (6. Qualifikationsrunde)                     | Nicht qualifiziert (6. Qualifikationsrunde)                     | Nicht qualifiziert (6. Qualifikationsrunde)                     | Nicht qualifiziert (6. Qualifikationsrunde)                     | Nicht qualifiziert (6. Qualifikationsrunde)                     |
| 2023 | Vorrunde                                                        | 4                                                               | 1                                                               | 1                                                               | 2                                                               | 64:103                                                          | 6                                                               |
| 2027 | qualifiziert (Rugby Europe International Championships 2024/25) | qualifiziert (Rugby Europe International Championships 2024/25) | qualifiziert (Rugby Europe International Championships 2024/25) | qualifiziert (Rugby Europe International Championships 2024/25) | qualifiziert (Rugby Europe International Championships 2024/25) | qualifiziert (Rugby Europe International Championships 2024/25) | qualifiziert (Rugby Europe International Championships 2024/25) |
| 2031 | noch ausstehend                                                 | noch ausstehend                                                 | noch ausstehend                                                 | noch ausstehend                                                 | noch ausstehend                                                 | noch ausstehend                                                 | noch ausstehend                                                 |

### Europameisterschaft
Seit 1935 nimmt die portugiesische Nationalmannschaft an der Europameisterschaft teil, mit einer Pause in den Jahren 1974 bis 1980. Bisher entschied die Mannschaft eine Austragung für sich.
- Turniersiege (1): European Nations Cup 2002–2004

### Nations Cup
Portugal beteiligte sich von 2006 bis 2012 dreimal am Nations Cup. Beste Platzierung war ein vierter Rang bei der ersten Teilnahme.

### Weitere Test Matches
Im Gegensatz zu zahlreichen anderen Rugbynationen unternahmen die Portugiesen während der Amateurära keine ausgedehnten Touren nach Übersee. Ihre Gegner beschränkten sich während dieser Zeit auf europäische und nordafrikanische Länder im Rahmen der FIRA-Wettbewerbe. Erst seit den 1990er Jahren reist die Nationalmannschaft regelmäßig in Länder außerhalb dieser Regionen. Heute stehen für Spiele gegen solche Mannschaften zwei Zeitfenster zur Verfügung, die Mid-year Internationals im Juni und die End-of-year Internationals im November. Im Gegensatz zu anderen Rugbynationen spielt Portugal dabei jedoch um keine Trophäen gegen seine Gegner.

## Spieler

### Aktueller Kader
Die folgenden Spieler bildeten den Kader während der Rugby Europe Championship 2024/25:
| Spieler                   | Position         | Mannschaft        | Länderspiele |
| ------------------------- | ---------------- | ----------------- | ------------ |
| Hugo Camacho              | Gedrängehalb     | Béziers           | 08           |
| António Campos            | Gedrängehalb     | Benfica           | 02           |
| Enzo Lopes                | Gedrängehalb     | Bassin D’Arcachon | 0            |
| Samuel Marques            | Gedrängehalb     | Béziers           | 28           |
| Francisco Pinto Magalhães | Gedrängehalb     | CDUL              | 47           |
| Hugo Aubry                | Verbinder        | Béziers           | 07           |
| Domingos Cabral           | Verbinder        | Agronomia         | 04           |
| Joris Moura               | Verbinder        | Valence Romans    | 04           |
| Tomás Appleton            | Innendreiviertel | CDUL              | 76           |
| Gabriel Aviragnet         | Innendreiviertel | Albi              | 01           |
| José Lima                 | Innendreiviertel | Benfica           | 66           |
| Sebastião Stilwell        | Innendreiviertel | CDUL              | 0            |
| Guilherme Vasconcelos     | Innendreiviertel | Benfica           | 0            |
| Vasco Leite               | Außendreiviertel | Agronomia         | 0            |
| Rodrigo Marta             | Außendreiviertel | Colomiers         | 40           |
| Lucas Martins             | Außendreiviertel | Agen              | 05           |
| José Paiva dos Santos     | Außendreiviertel | CF Os Belenenses  | 07           |
| Vincent Pinto             | Außendreiviertel | Colomiers         | 16           |
| Diogo Rodrigues           | Außendreiviertel | CF Os Belenenses  | 0            |
| Raffaele Storti           | Außendreiviertel | Stade Français    | 30           |
| Simão Bento               | Schlussmann      | Mont-de-Marsan    | 16           |
| Manuel Cardoso Pinto      | Schlussmann      | Agronomia         | 41           |
| Nuno Sousa Guedes         | Schlussmann      | CDUP              | 43           |
| Manuel Vareiro            | Schlussmann      | Direito           | 02           |

| Spieler                   | Position             | Mannschaft       | Länderspiele |
| ------------------------- | -------------------- | ---------------- | ------------ |
| Luka Begic                | Hakler               | Mont-de-Marsan   | 09           |
| Lucas da Silva            | Hakler               | Brive            | 0            |
| Pedro Santiago Lopes      | Hakler               | Cascais          | 01           |
| Nuno Mascarenhas          | Hakler               | Cascais          | 24           |
| Pedro Vicente             | Hakler               | Agronomia        | 08           |
| Anthony Alves             | Pfeiler              | Mont-de-Marsan   | 37           |
| Luís Avides               | Pfeiler              | CDUP             | 0            |
| David Costa               | Pfeiler              | Direito          | 33           |
| Abel da Cunha             | Pfeiler              | Agronomia        | 07           |
| Francisco Fernandes       | Pfeiler              | Béziers          | 51           |
| Diogo Ferreira            | Pfeiler              | Dax              | 48           |
| José Lavos                | Pfeiler              | Cascais          | 0            |
| António Machado Santos    | Pfeiler              | Alcobendas       | 08           |
| Márcio Pinheiro           | Pfeiler              | Benfica          | 0            |
| António Prim              | Pfeiler              | Direito          | 11           |
| Cody Thomas               | Pfeiler              | Grenoble         | 03           |
| Martim Bello              | Zweite-Reihe-Stürmer | Cascais          | 14           |
| Guilherme Costa           | Zweite-Reihe-Stürmer | Técnico          | 0            |
| José Madeira              | Zweite-Reihe-Stürmer | Grenoble         | 42           |
| Sergio Moreira            | Zweite-Reihe-Stürmer | Benfica          | 0            |
| Duarte Nunes              | Zweite-Reihe-Stürmer | Direito          | 0            |
| António Rebelo de Andrade | Zweite-Reihe-Stürmer | Agronomia        | 04           |
| José Rebelo de Andrade    | Zweite-Reihe-Stürmer | Agronomia        | 23           |
| Francisco Almeida         | Flügelstürmer        | GD Direito       | 0            |
| Vasco Baptista            | Flügelstürmer        | Benfica          | 11           |
| Frederico Couto           | Flügelstürmer        | Benfica          | 04           |
| André da Cunha            | Flügelstürmer        | CF Os Belenenses | 03           |
| João Granate              | Flügelstürmer        | Direito          | 42           |
| Nicolas Martins           | Flügelstürmer        | Montpellier      | 20           |
| José Monteiro             | Flügelstürmer        | CDUL             | 0            |
| Diego Pinheiro            | Flügelstürmer        | Massy            | 07           |
| Rafael Simões             | Flügelstürmer        | CF Os Belenenses | 32           |

### Bekannte Spieler
Bisher ist noch kein portugiesischer Spieler in die World Rugby Hall of Fame aufgenommen worden.

### Spielerstatistiken

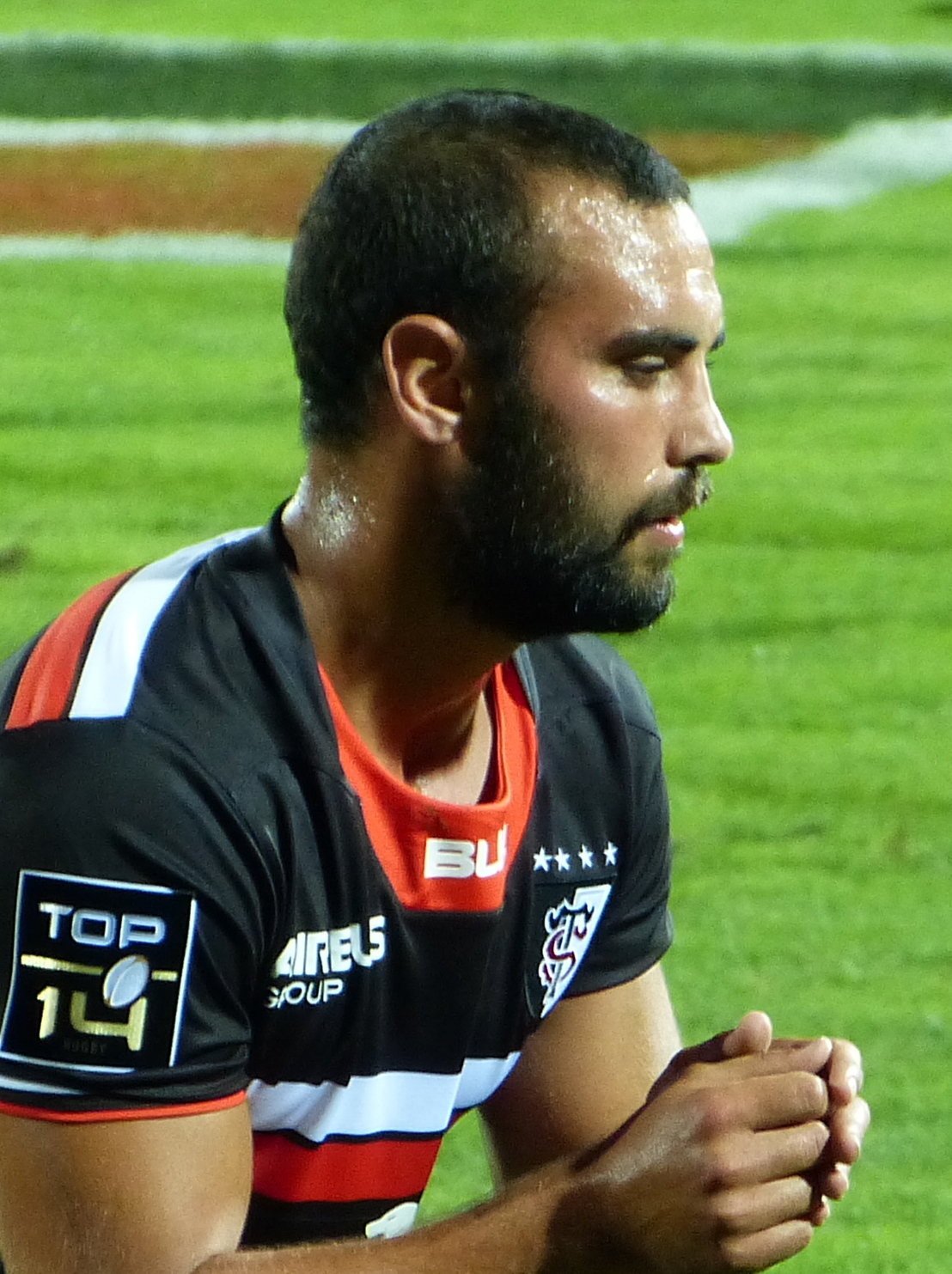
Samuel Marques (2016)

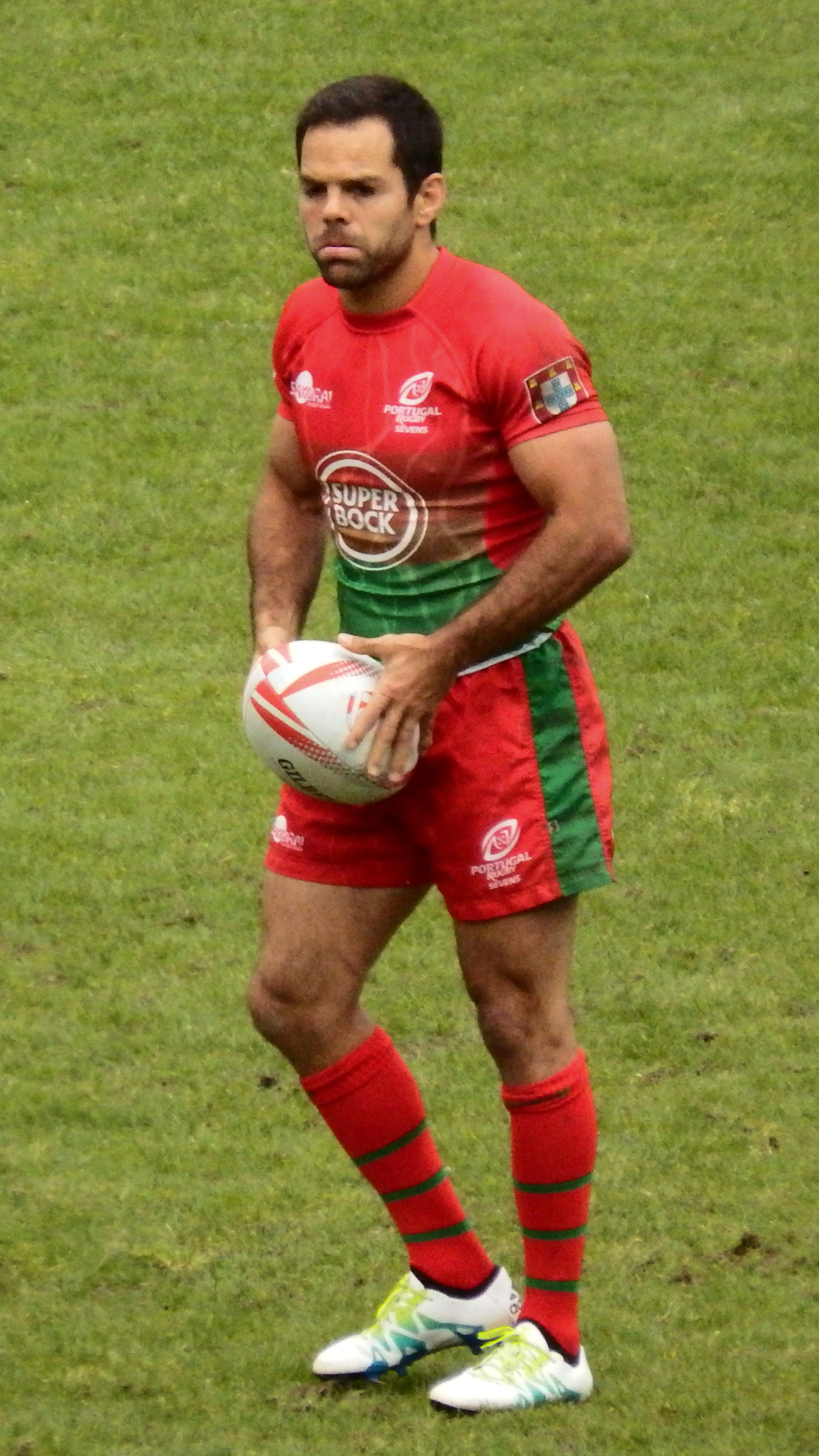
Pedro Leal (2016)

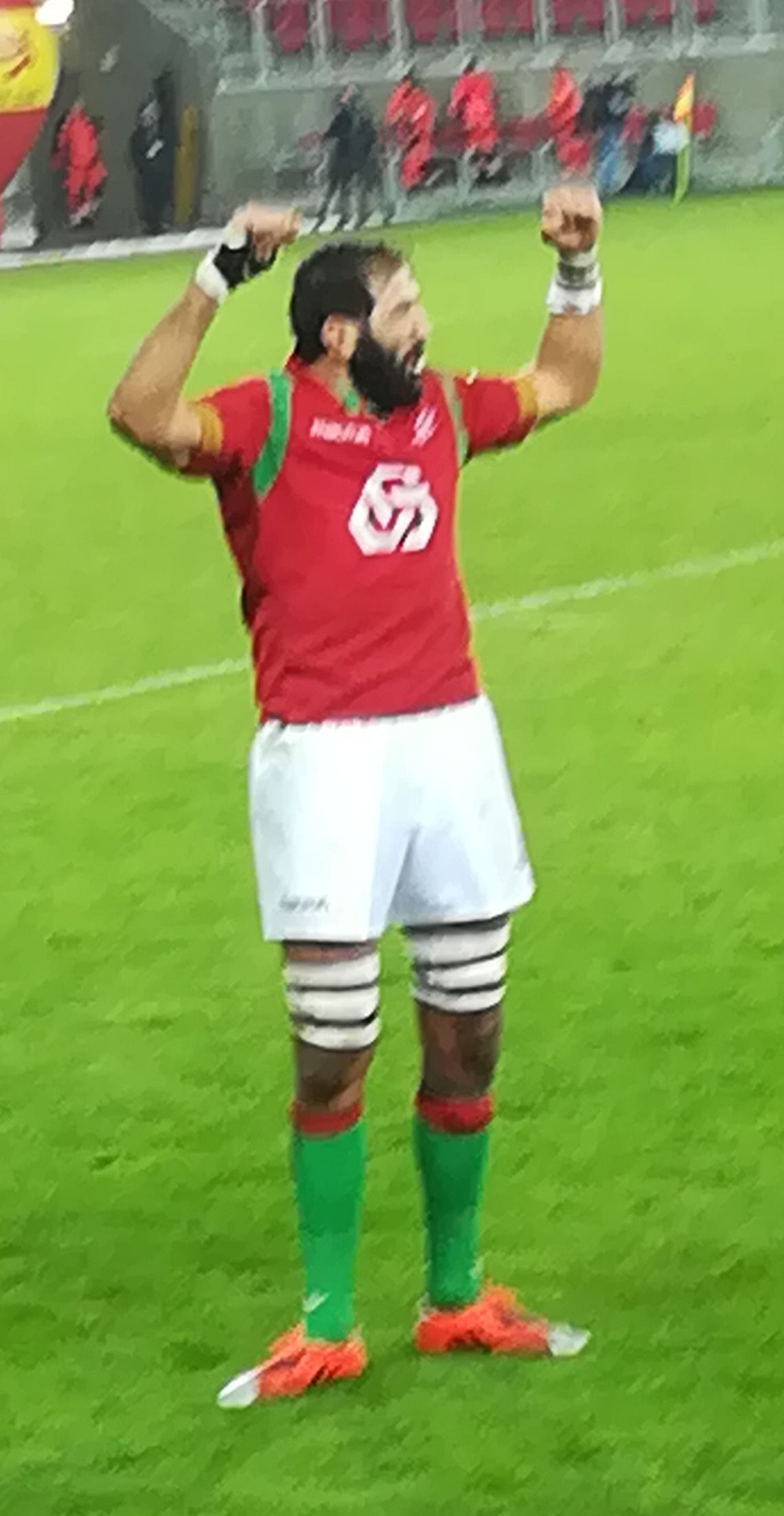
Gonçalo Uva (2018)

Nachfolgend sind die wichtigsten Statistiken aufgelistet, die Spieler Portugals betreffen. Die mit * markierten Spieler sind noch aktiv und können sich weiter verbessern.
(Stand: März 2025)
| Rang | Name             | Zeitraum  | Spiele |
| ---- | ---------------- | --------- | ------ |
| 01   | Vasco Uva        | 2003–2016 | 101    |
| 02   | Gonçalo Uva      | 2004–2018 | 101    |
| 03   | Joaquim Ferreira | 1993–2007 | 087    |
| 04   | António Aguilar  | 1999–2014 | 083    |
| 05   | João Correia     | 2003–2014 | 081    |
| 06   | Tomás Appleton * | 2014–2025 | 080    |
| 07   | Pedro Leal       | 2005–2017 | 077    |
| 08   | Diogo Mateus     | 2000–2010 | 074    |
| 09   | Luís Pissarra    | 1996–2007 | 072    |
| 10   | José Lima *      | 2010–2025 | 071    |

| Rang | Name                             | Zeitraum                         | Spiele                           |
| ---- | -------------------------------- | -------------------------------- | -------------------------------- |
| 01   | Tomás Appleton *                 | 2019–2025                        | 44                               |
| 02   | João Correia                     | 2008–2014                        | 35                               |
| 03   | Vasco Uva                        | 2006–2015                        | 20                               |
| 04   | Francisco Magalhães              | 2015–2017                        | 12                               |
| 05   | Luís Pissarra                    | 2003–2005                        | 10                               |
| 06   | Rohan Hoffmann                   | 2002–2002                        | 07                               |
| 07   | Gonçalo Uva                      | 2007–2014                        | 07                               |
| 08   | João Queimado                    | 1990–1994                        | 05                               |
| 09   | Joaquim Ferreira                 | 1998–2007                        | 04                               |
| 10   | Sechs Spieler mit je einem Spiel | Sechs Spieler mit je einem Spiel | Sechs Spieler mit je einem Spiel |

| Rang | Name                            | Zeitraum                        | Punkte                          |
| ---- | ------------------------------- | ------------------------------- | ------------------------------- |
| 01   | Samuel Marques *                | 2012–2025                       | 281                             |
| 02   | João Queimado                   | 1984–1994                       | 269                             |
| 03   | Gonçalo Malheiro                | 1998–2007                       | 267                             |
| 04   | Pedro Leal                      | 2005–2017                       | 265                             |
| 05   | Pedro Cabral                    | 2006–2011                       | 184                             |
| 06   | Rodrigo Marta *                 | 2018–2025                       | 160                             |
| 07   | Nuno Sousa Guedes               | 2016–2024                       | 149                             |
| 08   | Pedro Bettencourt               | 2013–2024                       | 130                             |
| 09   | José Maria Vilar Gomes          | 1989–2000                       | 120                             |
| 10   | Drei Spieler mit je 115 Punkten | Drei Spieler mit je 115 Punkten | Drei Spieler mit je 115 Punkten |

| Rang | Name                                | Zeitraum                            | Versuche                            |
| ---- | ----------------------------------- | ----------------------------------- | ----------------------------------- |
| 01   | Rodrigo Marta *                     | 2018–2025                           | 32                                  |
| 02   | Gonçalo Foro                        | 2007–2017                           | 23                                  |
| 03   | António Aguilar                     | 1999–2014                           | 23                                  |
| 04   | Raffaele Storti *                   | 2019–2025                           | 23                                  |
| 05   | Tomás Appleton *                    | 2014–2025                           | 17                                  |
| 06   | Manuel Cardoso Pinto *              | 2017–2025                           | 15                                  |
| 07   | Nuno Durão                          | 1983–1995                           | 13                                  |
| 08   | Diogo Mateus                        | 2000–2010                           | 13                                  |
| 09   | Vasco Uva                           | 2003–2016                           | 13                                  |
| 10   | Zwei Spieler mit je zwölf Versuchen | Zwei Spieler mit je zwölf Versuchen | Zwei Spieler mit je zwölf Versuchen |

## Trainer

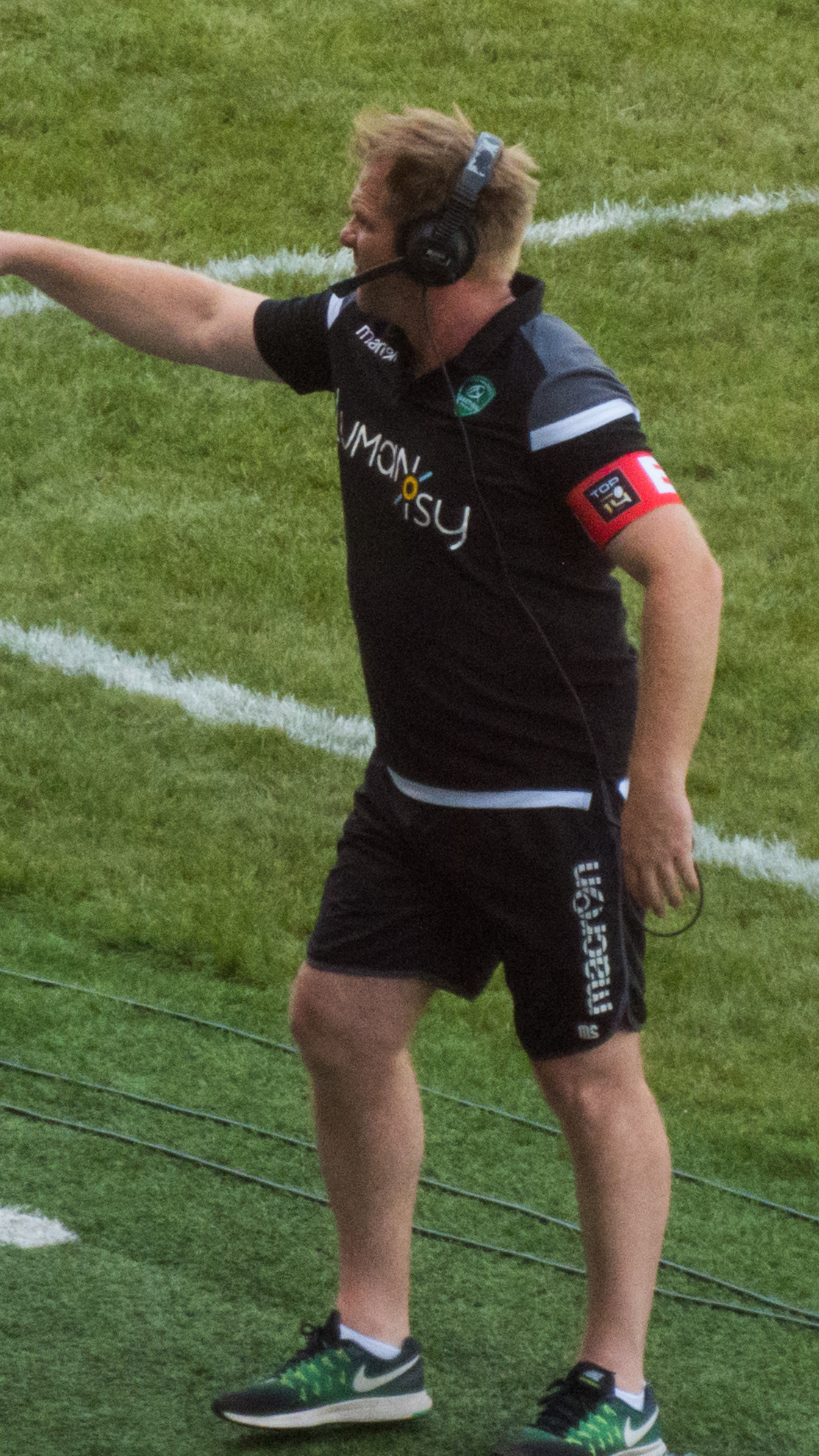
Simon Mannix (2018)

Folgende Personen waren Trainer der portugiesischen Nationalmannschaft:
| Name                       | Jahre     |
| -------------------------- | --------- |
| Francisco Xavier de Araújo | 1935–1936 |
| António Carqueijeiro       | 1965–1969 |
| Vasco Pinto Magalhães      | 1969–1974 |
| Pedro Lynce                | 1979–1983 |
| João Paulo Bessa           | 1983–1986 |
| Olegário Borges            | 1986–1991 |
| Vasco Lynce                | 1991–1992 |
| Andrew Cushing             | 1992–1994 |
| João Paulo Bessa           | 1994–1999 |
| Evan Crawford              | 1999–2001 |
| Tomaz Morais               | 2001–2010 |
| Errol Brain                | 2010–2013 |
| Frederico Sousa            | 2013–2014 |
| João Luís Pinto            | 2014–2015 |
| Olivier Baragnon           | 2015–2016 |
| Ian Smith                  | 2016      |
| Martim Aguiar              | 2016–2019 |
| Patrice Lagisquet          | 2019–2023 |
| João Mirra (interim)       | 2023      |
| Simon Mannix               | seit 2024 |